# Horno de flujo

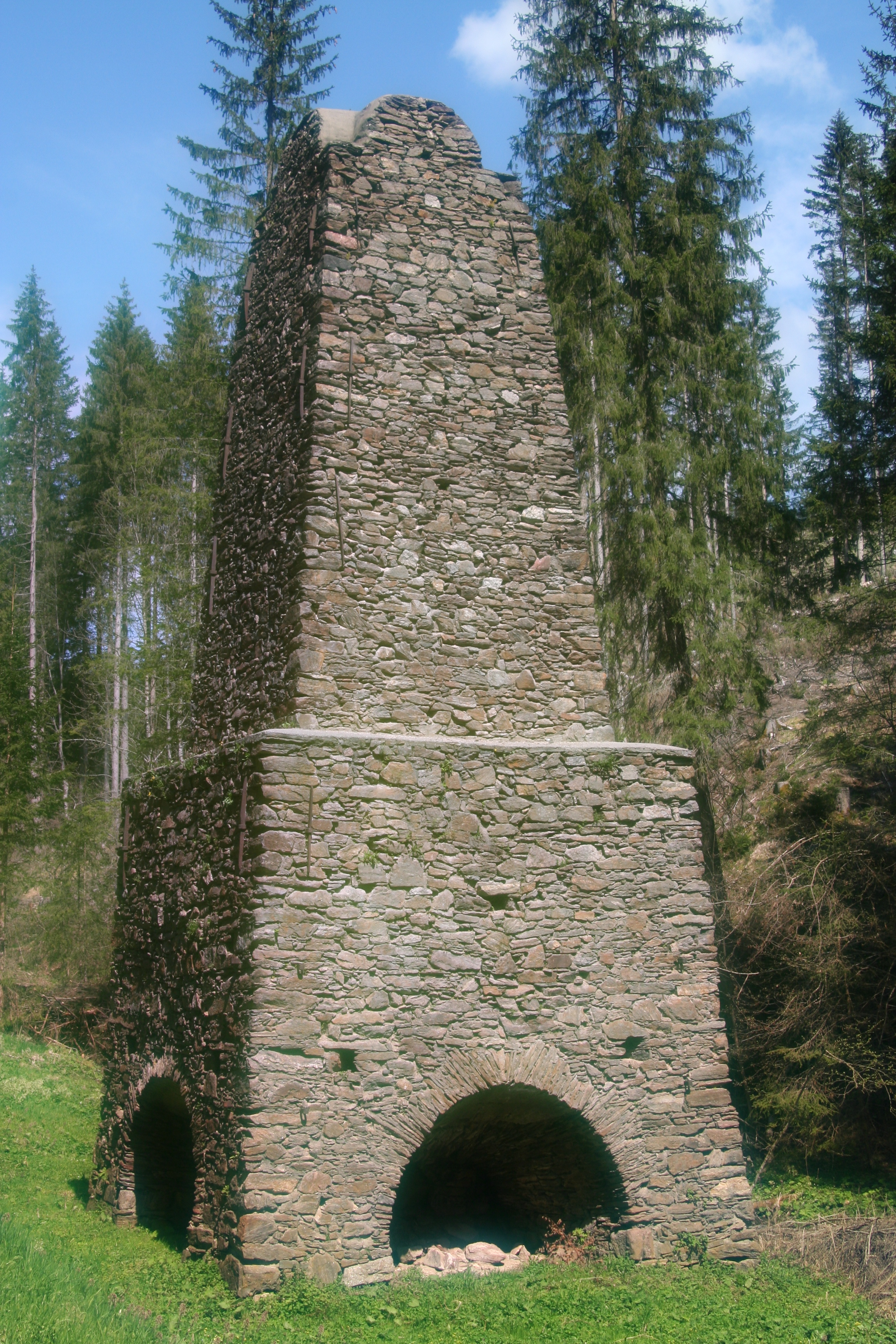
Horno de flujo en Hüttenberg (Austria), construido en 1768 y en funcionamiento hasta 1792

Un horno de flujo (nombre original en alemán: Floßofen) es una forma temprana del alto horno, en el que ya era posible la fundición continua con la adición constante de mineral y combustible.

## Descripción
Con los primitivos hornos bajos utilizado anteriormente y sus versiones más desarrolladas operadas con fuelles, el horno tenía que recubrirse y volverse a soplar después de cada colada. Los hornos de flujo, por otro lado, podían cargarse continuamente y, por lo tanto, eran más productivos. Sin embargo, debido a las temperaturas más altas, se formaba arrabio rico en carbono, que tenía que ser posteriormente sometido a un costoso proceso de afino con carbón vegetal, y ser cinglado a martillo para liberarse de la escoria después de la solidificación.

## Ejemplos

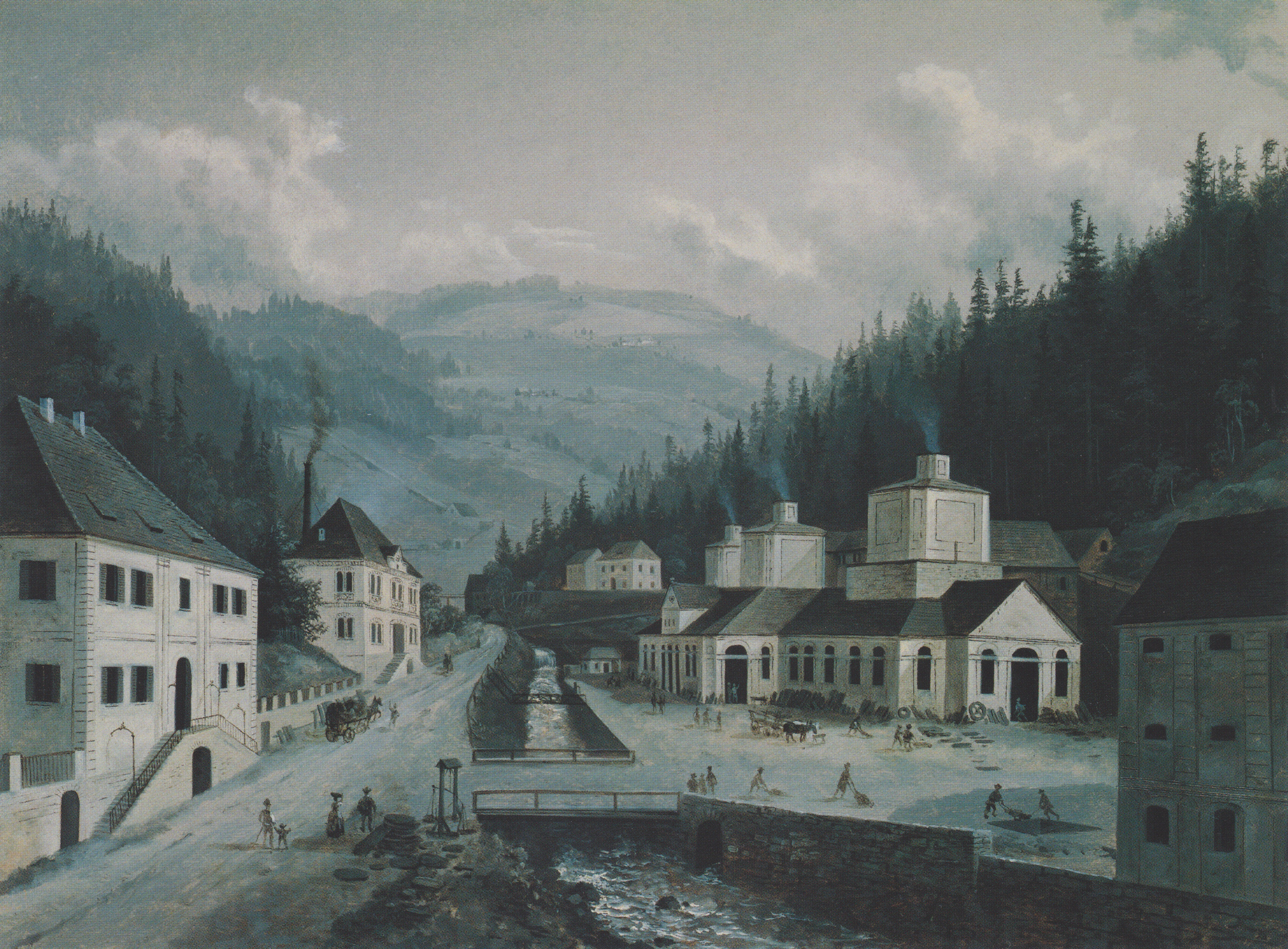
Industria del hierro en el en Lölling: transición del horno de flujo al alto horno

- Guttaring (1578), Hochofen Hirt y Krems in Kärnten (1541) se mencionan como tres de los lugares de Austria donde se localizaban los hornos de flujo más antiguos. En una propiedad privada en Edlach en Reichenau an der Rax también hay un horno de flujo catalogado.